# WFV-Pokal 1966/67
Der WFV-Pokal 1966/67 war die 15. Austragung des Pokalwettbewerbs der Männer im württembergischen Amateurfußball und die 20. Austragung insgesamt. Titelverteidiger war die SpVgg Lindau, die im Achtelfinale ausschied. Im Endspiel am 1. Juli 1967 in Saulgau gewann der drittklassige Amateurligist TG Biberach mit einem 6:2-Finalsieg über den Ligarivalen SC Schwenningen aus der Amateurliga Schwarzwald-Bodensee erstmals den Titel im Landespokal.
Seinerzeit wurden die Teilnehmer am DFB-Pokal über den Süddeutschen Pokal ermittelt, so dass der Titelgewinner aus Biberach sich zwar für diesen qualifiziert hatte, sich jedoch nicht für den DFB-Pokal-Wettbewerb qualifizieren konnte.

## 1. Runde
|                        | Ergebnis        |                              |
| ---------------------- | --------------- | ---------------------------- |
| SpVgg Neckarsulm       | 2:1             | VfR Heilbronn                |
| TSV Ellwangen          | 1:4             | VfL Schorndorf               |
| SV Tannheim            | 3:0             | SSV Ulm                      |
| SV Baustetten          | 0:5             | TG Biberach                  |
| TSG Balingen           | 4:5 n. E. (1:1) | FV Ebingen                   |
| SV Kressbronn          | 3:2 n. V. (2:2) | VfB Friedrichshafen          |
| SV Hohentengen         | 3:4             | FV Olympia Laupheim          |
| SV Spaichingen         | 0:2             | SC Schwenningen              |
| SpVgg Oberndorf        | 2:3             | SpVgg Freudenstadt           |
| SGV Murr               | 3:1             | Stuttgarter Kickers Amateure |
| TSG Ailingen           | 1:3             | SpVgg Lindau                 |
| TSV Schönaich          | 5:2             | SpVgg Weil im Schönbuch      |
| TSV Nordheim           | 2:0             | TSV Kochendorf               |
| SpVgg Renningen        | 5:2             | 1. FC-TV Urbach              |
| TSV Oberurbach         | 0:5             | FV Salamander Kornwestheim   |
| FC Phönix Mühlacker    | 1:4             | SC Stuttgart                 |
| TSV Höfingen           | 2:0             | TSV Weilimdorf               |
| Spfr. Schwäbisch Hall  | 3:1             | SpVgg Heilbronn              |
| SV Weingarten          | 0:6             | FC Wangen 05                 |
| SpVgg Trossingen       | 4:5 n. E. (2:2) | FC 08 Tuttlingen             |
| TSV Rißtissen          | 2:3             | Wacker Biberach              |
| TSV Meckenbeuren       | 4:1             | FV Ravensburg                |
| SG Aulendorf           | 7:4 n. E. (2:2) | SV Äpfingen                  |
| VfB Friedrichshafen II | 2:1             | FV Weissenau                 |
| FV Schussenried        | 3:2             | VfL Munderkingen             |
| TSV Allmendingen       | 2:1 n. V.       | TSV Riedlingen               |
| TV Jahn Tuttlingen     | 7:0             | SV Sigmaringen               |
| TuS Glatt              | 2:0             | FC Epfendorf                 |
| SV Hochmössingen       | 3:6             | FV Rottweil                  |
| SV Hartheim            | 1:2 n. V.       | TSV Frommern                 |
| TSV Eltingen           | 4:2             | SpVgg Böblingen              |
| TSV Crailsheim         | 2:1             | SpVgg Feuerbach              |
| TSV Wendlingen         | 3:6             | TSF Esslingen                |
| TSV Plattenhardt       | 2:1             | FV Nürtingen                 |
| TV Gültstein           | 2:1             | VfL Sindelfingen             |
| TSG Reutlingen         | 3:4             | SSV Reutlingen Amateure      |
| TV Echterdingen        | 0:4             | SpVgg Mössingen              |
| TSVgg Münster          | 1:0             | SpVgg Cannstatt              |
| TSV Zuffenhausen       | 0:1             | TSV Münchingen               |
| VfR Waiblingen         | 0:2             | SpVgg Besigheim              |
| TSV Höchstberg         | 2:4             | TG Heilbronn                 |
| TV Merklingen          | 0:3             | TSG Ehingen                  |
| TG Gönningen           | 2:2 n. E.       | FC Hechingen (1)             |
| SV Plüderhausen        | 1:3             | FSV 08 Bissingen             |
| SpVgg Ludwigsburg      | 3:0             | FV Zuffenhausen              |
| SpVgg Rommelshausen    | 5:2             | TSV Benningen                |
| SpVgg Schramberg       | 1:1 n. E.       | VfR Schwenningen (2)         |
| TSV Gomaringen         | 3:5             | FC Tailfingen                |
| FC Onstmettingen       | 2:1             | FC Burladingen               |
| SV Pfrondorf           | 0:8             | SV Wannweil                  |

Freilose für die zweite Pokalrunde: TSG Backnang, Germania Bietigheim, Union Böckingen, FC Eislingen, SC Geislingen, Normannia Gmünd, VfL Heidenheim, VfB Stuttgart Amateure

## 2. Runde
|                            | Ergebnis         |                        |
| -------------------------- | ---------------- | ---------------------- |
| FV Rottweil                | 5:1              | SpVgg Schramberg       |
| SpVgg Neckarsulm           | 2:0              | SGV Murr               |
| VfL Schorndorf             | 1:0              | TSV Plattenhardt       |
| Wacker Biberach            | 1:4              | FV Schussenried        |
| FV Olympia Laupheim        | 2:1              | SG Aulendorf           |
| SC Schwenningen            | 3:2              | SpVgg Freudenstadt     |
| FV Salamander Kornwestheim | 5:3 n. V. (3:3)  | TSV Nordheim           |
| SC Geislingen              | 7:0              | SpVgg Rommelshausen    |
| FC Wangen 05               | 6:0              | SV Kressbronn          |
| SV Tannheim                | 1:4              | TG Biberach            |
| TSV Meckenbeuren           | 3:1              | VfB Friedrichshafen II |
| TSG Ehingen                | 4:1              | TSV Allmendingen       |
| TSF Esslingen              | 3:2              | TSV Eltingen           |
| SpVgg Mössingen            | 4:2              | FC Eislingen           |
| TSV Münchingen             | 6:4              | TSVgg Münster          |
| SSV Reutlingen Amateure    | 6:0              | Germania Bietigheim    |
| FSV 08 Bissingen           | 2:1              | AFV Union Böckingen    |
| TV Gültstein               | 6:0              | TuS Glatt              |
| SpVgg Ludwigsburg          | 12:9 n. E. (3:3) | Normannia Gmünd        |
| TSV Schönaich              | 2:1              | SpVgg Renningen        |
| TG Heilbronn               | 2:1              | Spfr. Schwäbisch Hall  |
| TSV Crailsheim             | 2:4              | VfL Heidenheim         |
| FC Tailfingen              | 3:1              | FC Onstmettingen       |
| FV Ebingen                 | 5:0              | Jahn Tuttlingen        |
| TSV Frommern               | 1:3              | TSV Höfingen           |
| SV Wannweil                | 4:1 n. V. (1:1)  | TG Gönningen           |

Freilose für die dritte Pokalrunde: SpVgg Lindau, SC Stuttgart
Rückzug aus dem Turnier: SpVgg Besigheim, TSG Backnang, FC Tuttlingen, VfB Stuttgart Amateure

## 3. Runde
|                         | Ergebnis        |                     |
| ----------------------- | --------------- | ------------------- |
| FV Schussenried         | 1:3             | FC Wangen 05        |
| TG Biberach             | 3:2             | TSG Ehingen         |
| TSV Höfingen            | 6:3             | VfL Schorndorf      |
| VfL Heidenheim          | 3:1             | FV Olympia Laupheim |
| TSV Meckenbeuren        | 0:4             | SpVgg Lindau        |
| TSV Schönaich           | 2:3             | SC Geislingen       |
| SpVgg Mössingen         | 1:5             | SC Schwenningen     |
| TV Gültstein            | 1:3             | FC Tailfingen       |
| FV Ebingen              | 6:2             | SV Wannweil         |
| SpVgg Neckarsulm        | 0:4             | SC Stuttgart        |
| SSV Reutlingen Amateure | 4:0             | SpVgg Besigheim     |
| FSV 08 Bissingen        | 2:1             | TSV Münchingen      |
| SpVgg Ludwigsburg       | 2:1 n. V. (1:1) | TSF Esslingen       |

Freilos für das Achtelfinale: TG Heilbronn, FV Rottweil, FV Salamander Kornwestheim

## Achtelfinale
|                  | Ergebnis        |                         |
| ---------------- | --------------- | ----------------------- |
| FV Ebingen       | 2:4             | FV Rottweil             |
| SC Schwenningen  | 3:2             | SSV Reutlingen Amateure |
| FC Wangen 05     | 3:0             | SpVgg Lindau            |
| SC Geislingen    | 2:4             | TG Biberach             |
| FC Tailfingen    | 2:3             | SpVgg Ludwigsburg       |
| VfL Heidenheim   | 7:9 n. E. (2:2) | Salamander Kornwestheim |
| TSV Höfingen     | 2:1             | TG Heilbronn            |
| FSV 08 Bissingen | 0:1             | SC Stuttgart            |

## Viertelfinale
|                         | Ergebnis        |                   |
| ----------------------- | --------------- | ----------------- |
| FV Rottweil             | 2:1 n. V. (1:1) | FC Wangen 05      |
| TG Biberach             | 3:1             | SpVgg Ludwigsburg |
| SC Stuttgart            | 2:5             | TSV Höfingen      |
| Salamander Kornwestheim | 5:6 n. E. (1:1) | SC Schwenningen   |

## Halbfinale
|                 | Ergebnis        |              |
| --------------- | --------------- | ------------ |
| SC Schwenningen | 4:3 n. V. (3:3) | FV Rottweil  |
| TG Biberach     | 3:0             | TSV Höfingen |

## Endspiel
| TG Biberach                                  | TG Biberach | SC Schwenningen | SC Schwenningen |
| -------------------------------------------- | --- | --- | --------------- |
| TG Biberach                                  | \| 1. Juli 1967 in Oberschwabenstadion, Saulgau \| \| Ergebnis: 6:2 (2:1) \| \| Zuschauer: 1300 \| \| Schiedsrichter: Rudolf Kreitlein (Stuttgart) \| | \| 1. Juli 1967 in Oberschwabenstadion, Saulgau \| \| Ergebnis: 6:2 (2:1) \| \| Zuschauer: 1300 \| \| Schiedsrichter: Rudolf Kreitlein (Stuttgart) \| | SC Schwenningen |
| TG Biberach                                  | Eyrainer – Weber, Fiesel – Röser, Schöttle, Lutz – Otto Hähnle, Ankele, Kopp, Schuler, Dannecker                                                      | W. Bummel – Zibal, Vohrer – Radakovic, Wagner, Stecher – Thiel, Röck, Müller, Schmidt, P. Schwarz                                                     | SC Schwenningen |
| TG Biberach                                  | 1:0 Hähnle (12.) 2:1 Dannecker (38.) 3:1 Fiesel (49., Strafstoß) 4:1 Schuler (61.) 5:1 Hähnke (67.) 6:1 Ankele (75.)                                  | 1:1 Röck (25.) 6:2 Schmidt (88.) | SC Schwenningen |
| 1. Juli 1967 in Oberschwabenstadion, Saulgau | | |                 |
| Ergebnis: 6:2 (2:1)                          | | |                 |
| Zuschauer: 1300                              | | |                 |
| Schiedsrichter: Rudolf Kreitlein (Stuttgart) | | |                 |